# Вулпешти (Арђеш)
Вулпешти (рум. Vulpești) насеље је у Румунији у округу Арђеш у општини Бузоешти. Oпштина се налази на надморској висини од 216 m.

## Становништво
Према подацима из 2002. године у насељу је живело 967 становника, од којих су сви румунске националности.